# Octavio Daza
Octavio Daza Daza(San Juan del Cesar, La Guajira, 15 de abril de 1948 - Barranquilla, Atlántico, 12 de enero de 1980) fue un ingeniero civil y compositor colombiano. Reconocido en el ámbito de la música vallenata como autor de variedad de canciones icónicas dentro del género, las que fueron interpretadas por varios  artistas coetáneos entre los que destacan: El Binomio de Oro de América, Jorge Oñate, Diomedes Díaz, Los Hermanos Zuleta entre otros.

## Biografía

### Infancia
Hijo de Samuel «el Chame» Daza, un ganadero y agricultor, y Palmina Daza De Daza, una maestra de primaria. Nació en el municipio de San Juan del Cesar en el departamento de La Guajira, Colombia, a seis días del magnicidio del caudillo liberal Jorge Eliécer Gaitán, por lo que su madre solía decir que su hijo «debía ser de ideas revolucionarías como las de Gaitán». A pesar de ser oriundo de San Juan, a la temprana edad de seis años sus padres se trasladaron al corregimiento del Patillal, Valleduparpor lo que fue adoptado por su gente como «hijo del pueblo». Este corregimiento es famoso por ser la cuna de muchos cantautores, políticos, artistas y compositores del vallenato, entre los que destacan el caricaturista y pintor Jaime Molina y el compositor Rafael Escalona, este último, amigo íntimo del escritor Gabriel García Márquez.
La estancia de Octavio en el Patillal fue de gran importancia debido al rico ambiente artístico y cultural en el cual se envolvía la región en esa época. Su padre, «el Chame», solía realizar parrandas a las cuáles asistían muchos músicos que luego serían relevantes en la escena vallenata. En algunas de estas ocasiones asistía Escalona, por lo que Octavio tuvo contacto directo con fuentes compositivas desde muy temprano, así como una admiración por la interpretación de la guitarra, que luego sería su instrumento de composición.

### Adolescencia
Más tarde, Octavio fue matriculado en el Colegio Nacional Loperena de Valledupar en donde inicia sus estudios de secundaria. Luego, llegaría al noveno grado y sus padres lo trasladarían al colegio Cristo Rey de Bucaramanga a petición suya. Allí se haría popular por sus presentaciones culturales, exponiendo la riqueza cultural en la que se había desarrollado. De manera que allí terminaría su etapa de educación básica y empezaría sus estudios de ingeniería civil en la Universidad Santo Tomás de Bogotá. 
Allí, durante el curso del pregrado, conformó junto a su primo Horacio Daza (acordeonista) su primer grupo vallenato, sin embargo, este oficio lo realizaba con el fin de obtener ingresos extras junto con oficios de docencia escolar. Nuevamente se haría popular su faceta compositiva durante su estancia universitaria debido a las presentaciones culturales en las que participaba. 

### Adultez
Finalmente terminaría sus estudios y regresaría a la su ciudad natal para trabajar como ingeniero en las obras de la administración pública del departamento y del municipio. Llegando a trabajar como director seccional del Instituto Colombiano de Construcciones Escolares (ICCE), interventor de obra pública en la gobernación, así como secretario de obras públicas de Valledupar. A esto se le suma sus actividades de docencia universitaria en el Instituto Técnico del Cesar. 
Por aquel entonces su vinculación y amistad con diversas personalidades de la composición iba en auge, así como sus constantes participaciones y serenatas en la ciudad. Al mismo tiempo conocería a la que sería su esposa María Cristina Teherán, una socióloga cartagenera, con la cual se casaría tiempo después en 1977. Este matrimonio daría lugar al nacimiento de sus dos hijos: Adriana Cristina y Octavio de Jesús. 
Octavio tendría un amorío con una mujer guajira de la que nacería su hijo, Octavio Miguel. El día 12 de enero de 1980 mientras se transportaba en un vehículo fue asesinado en la ciudad de Barranquilla, Atlántico. En ese momento se dirigía al encuentro de un amigo con el fin de realizar algunas diligencias en la ciudad, sin embargo, durante el trayecto la vida del compositor fue segada y con ello el fin a una forma compositiva marcada por el romanticismo y la poesía académica. Su hijo, Octavio de Jesús, tan solo contaba con un par de meses de nacimiento al momento de la tragedia.